# Intel 8289

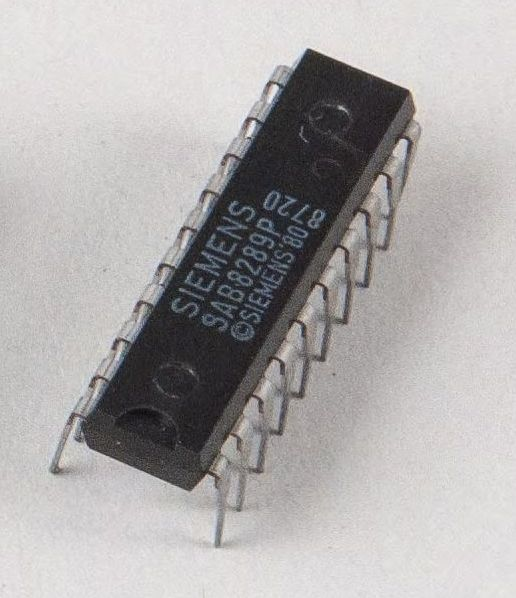
Siemens SAB8289P

Der Intel 8289 ist ein Bus-Arbiter-Chip, der für die Intel-8086/8087/8088/8089-Prozessoren entwickelt wurde. Der Baustein wird im 20-Pin-DIL-Gehäuse geliefert. Er wurde u. a. an NEC und Siemens lizenziert.
Werden der 8086 (und auch der 8088) im Maximummodus betrieben, so sind sie in erster Linie für den Multiprozessorbetrieb konfiguriert. Die in diesem Fall erforderlichen Steuerleitungen werden durch den 8289 bereitgestellt. Sein Nachfolger ist der 82289.